# Delingha
Delingha (kinesiska: 德令哈; pinyin: Délìnghā; tibetanska: གཏེར་ལེན་ཁ། ; Wylie: gter-len-kha ; tibetansk pinyin: Dêrlênka), även känd som Delhi (mongoliska: Delhi hot ᠳᠡᠯᠡᠬᠡᠢ ᠬᠣᠲᠠ), är en stad på häradsnivå och huvudort i den autonoma prefekturen Haixi i Qinghai-provinsen i västra Kina. Den ligger omkring 430 kilometer väster om provinshuvudstaden Xining. 
Floden Ba'yin delar staden i två delar: Hedong (河东, översatt till: "Östra floden") och Hexi (河西, översatt till: "Västra floden"). Eftersom prefektursätet ligger i Hedong, är det en något mer blomstrande del av staden än Hexi, vilken huvudsakligen är anknuten till jordbruk.
Delingha grundades 1988 och administrerar sju distriktsdelningsområden som täcker ett område på 27 700 km2 och har en total befolkning på 78 184 vilket gör den till den minsta av de fem städerna i Qinghai.

## Transport
Transporter till och från staden kan ske med flyg via Delingha Airport och med tåg via Qingzang-järnvägen.

## Etymologi
Namnet "gyllene värld"  ᠠᠯᠲᠠᠨᠳᠡᠯᠡᠬᠡᠢ   kommer från mongoliskan vilket återspeglar den relativt stora mongoliska befolkningen i staden.

## Militär betydelse
I bergen runt Delingha finns militära installationer med förmodligen en av de största raketbaserna i Kina. Detta militära missilhögkvarteret för Qinghai huserar missilen DF-4 med fyra tillhörande avfyrningsplatser. Delingha är en av fem platser i Kina där det blev utplacerat någonstans mellan 10 och 20 DF-4:or 1998.